# Pablo Gorosábel
Pablo Gorosabel Domínguez (Tolosa, 16 de enero de 1803-San Sebastián, 23 de enero de 1868) fue un jurista, historiador y político español.

## Biografía
Hijo de Legazpia y Madrid respectivamente. Estudió derecho en la Universidad de Oñate, graduándose  en 1824 y obtuvo la licenciatura en leyes en Madrid en 1828.
Sus primeros escritos fueron jurídicos, en 1832: Redacción del Código Civil de España, esparcido en los diferentes cuerpos del Derecho y Leyes sueltas de esta nación, escrita bajo el método de los Códigos modernos: Para posteriormente realizar trabajos historiográficos y ser miembro de la Comisión Provincial de Monumentos Históricos y Artísticos. Consultor de la Diputación y Archivero de la Provincia, elegido a unanimidad en las Juntas celebradas en Rentería en julio de 1858.
Tuvo intensa actividad política, como alcalde de Tolosa que lo fue en varias ocasiones, Corregidor de Guipúzcoa (1835 y 1840) y Diputado del Consejo Provincial del Distrito de Tolosa (1834). 
Su mejor obra fue "Noticia de las cosas memorables de Guipúzcoa o descripción de la provincia y de sus habitantes; exposición de las instituciones, fueros, privilegios, ordenanzas y leyes; reseña del Gobierno civil, eclesiástico y militar; idea de la administración de justicia, etc." finalizada en 1868 y que es una descripción de la historia de la provincia de Guipúzcoa.
El Ayuntamiento de San Sebastián le dedicó una calle.